# 格蕾丝·舍伍德
格蕾丝·怀特·舍伍德（英語：Grace White Sherwood，1660年—1740年）人称“庞戈女巫”，是弗吉尼亚殖民地已知遭巫术罪名定罪的最后一人。她以务农为生，做过助产士，会用草药为他人治病。邻居指控她会变幻成猫，破坏庄稼、导致牲畜死亡。舍伍德多次受到使用妖法的指控，1706年，她被控妖惑伊丽莎白·希尔并导致后者流产。法庭裁决将舍伍德浸入水中来判断她是否有罪，如果沉下去，她就是无辜的，否则就有罪。舍伍德浮上了水面，由此导致牢狱之灾，这也是她最后一次受到巫术罪名指控。
格蕾丝生于安妮公主县的庞戈（位於今弗吉尼亚海滩市），她和小农场主詹姆斯·舍伍德于1680年成婚，两人共有3个孩子。1701年丈夫去世后，格蕾丝继承了家产，之后没有再婚。
舍伍德于1697年首次受到指控，原告声称她对牛施法令其死亡，双方之后达成协议，案件予以撤销。一年后，又有两位邻居起诉她使用巫术，对猪和棉花作物施法。每次受到这类指控，舍伍德都会反诉对方诽谤，但无一胜诉，她和丈夫还不得不支付庭审费用。1706年，她因巫术罪名成立入狱，直到1714年左右才获释，然后从安妮女王县取回了财产，从此继续在自己的农场生活，直至1740年以80岁高龄去世。
2006年7月10日是舍伍德遭定罪300周年。弗吉尼亚州州长蒂姆·凯恩宣布舍伍德当年遭受了冤狱，并恢复了她的名誉。弗吉尼亚海滩独立大道的森塔拉碧沙医院附近树立起一座舍伍德的雕像，这里距她当年受审的殖民地法院很近。雕像上她身边还站有一只浣熊，代表她对动物的热爱，后面背的筐里盛有蒜和迷迭香，相当于对她在草药治疗领域知识的认可。

## 家族背景
格蕾丝生于1660年，父亲叫约翰·怀特（John White），母亲叫苏珊·怀特（Susan White）。约翰有苏格兰血统，以木匠和务农为生，但他是否生于美国这点仍不得而知。苏珊在英国出生，两人的女儿格蕾丝则在弗吉尼亚殖民地出生，具体地点有可能是庞戈。
1680年4月，格蕾丝·怀特嫁给了很有名望的小农场主詹姆斯·舍伍德（James Sherwood），婚礼在林恩海文教区教堂举行。两人共有三个儿子，分别取名约翰、詹姆斯和理查德（Richard）。女儿结婚时，约翰·怀特给了女儿和女婿20公顷土地，并在1681年去世后把剩下的59公顷农场也留给了两人。舍伍德家境贫寒，生活的地方人烟稀少，居住的要么是小农场主，要么就是完全没有土地的穷人。格蕾丝平常除了务农外还会培植一些草药，并且用这些草药来为他人或动物治病，除此以外，她还是名助产士。1701年，詹姆斯·舍伍德去世，格蕾丝继承了财产，之后没有再嫁。
由于没有画像现存，因此格蕾丝·舍伍德的具体相貌无法确定，但有记载称她很漂亮，身材高挑，而且有幽默感。她会培养药材，在农场干活时会穿长裤而非裙装，这在那个时代的女性中都很不寻常。据称，她的衣装和美貌常招来有妇之夫的豔羡，他们的太太对此感到不满。贝琳达·纳什（Belinda Nash）是舍伍德的传记作者，在她看来，舍伍德的邻居们可能是出于嫉妒而捏造巫术指控，目的是要剥夺并取得她的财产。舍伍德涉及的诉讼至少有12起，有些是她受到使用巫术的指控，有些则是她反诉他人诽谤。

## 巫术和弗吉尼亚殖民地

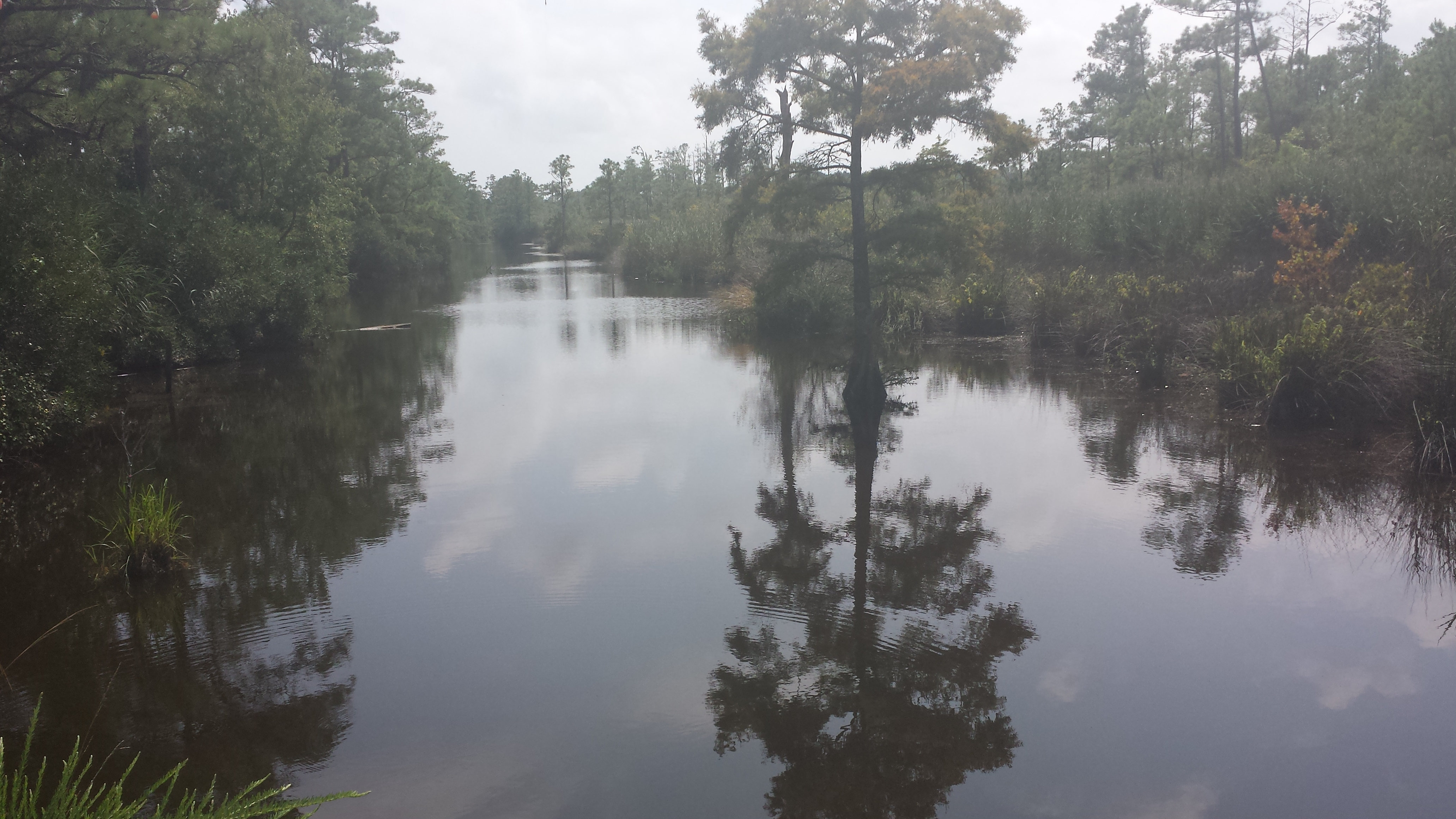
庞戈有许多溪流和沼泽地，上图便是其中之一。

对于美洲殖民地的许多居民们来说，巫师和邪魔都是理所当然存在的，他们认为魔鬼会巫术，还会把行为举止不同寻常的人视为巫师。早在詹姆斯镇创立19年前的1626年，就有大陪审团审议琼·赖特是否是女巫的案件，据称她预测了3名女子的死亡，并且还因他人没有聘请她接生而令对方生病。这一案件的结果没有纪录留存，弗吉尼亚殖民地没有经历过1692到1693年塞勒姆审巫案这样的集体歇斯底里时期，该案导致19人因受使用巫术的指控而被处死，此后还要过很多年，才会有舍伍德首次受到这种指控。教会对弗吉尼亚殖民地法庭的影响要比对新英格兰法庭的影响小得多，新英格兰的神职人员经常参与有关巫术的诉讼和案件审理，相比之下弗吉尼亚则要少得多。新英格兰的清教徒已经在许多城镇定居，由此形成的社会压力使得许多涉嫌使用巫术的人遭定罪。弗吉尼亚殖民地很少有这样的城镇，大部分居民都生活在农场或种植园，相对来说较为地广人稀。
弗吉尼亚殖民地的宗教领袖认为，道人长短、诽谤和通奸之类行为会对新殖民地的社会稳定构成威胁，所以有必要设法起诉有这些行为的人来维稳。不过，他们对涉及巫术的诉讼存在分歧，一般会力图避免参与。弗吉尼亚法庭通常不愿意审理巫术案件，并且更不愿意将被告定罪。塞勒姆审巫案中的被告必须证明自己清白无辜，但弗吉尼亚殖民地法庭中此类案件的举证责任由原告承担。此外，弗吉尼亚殖民地法庭通常不会接受那些据称是通过灵异手段取得的证据，相比之下，新英格兰的法庭单凭这类证据就将被告定罪的做法已是众所周知。弗吉尼亚殖民地法庭需要有巫术标识作为证据，或是将被告浸入水中、根据他是下沉还是浮在水面来判断被告是否有罪。法官和裁判官会驳回那些证据不足的巫术诉讼，并且原告接下来还有可能受诽谤罪名起诉。弗吉尼亚历史学会的弗朗西斯·波拉德（Frances Pollard）表示：很明显，弗吉尼亚殖民地在很早时就曾尝试减少有关巫术的诉讼，因为这种案件非常棘手。弗吉尼亚殖民地居民对巫术的恐惧一半是源于宗教信仰，另一半则扎根于民俗，不过这两者经常会混杂在一起。弗吉尼亚东南部——即现今的诺福克和弗吉尼亚海滩周边地区（庞戈就属弗吉尼亚海滩地区）——的巫术诉讼比该殖民地其它区域要多。根据莱斯利··纽曼（Leslie M. Newman）的研究，这有可能是因为当地相对而言更为贫困，没有文化精英来制衡这类起诉。
弗吉尼亚殖民地这个时代的纪录得以流传下来的很少，但根据已有的研究，这里在17世纪里至少发生过19起巫术案件，只有一起以定罪告终。1656年，法庭裁定一名男子使用巫术罪名成立，判处他鞭刑10计并逐出该县。弗吉尼亚没有以巫术罪名处死过犯人。迟至1736年时，弗吉尼亚的太平绅士仍需视巫术为犯罪，初犯者可能会被判戴上颈手枷并且入狱一年。1745年，奥古斯塔县长老会牧师约翰·克雷格（John Craig）在自己的孩子和多头牲畜死亡后断定这是巫术作祟，还试图通过巫术占卜来找到责任人。克雷格没有就此正式提出起诉，受到他指责使用巫术的人也没有诉诸公堂，交给“麻木不仁的裁判官”裁决，不过在弗吉尼亚殖民地以使用巫术指控他人仍然是有可能的。弗吉尼亚已知存在的最后一起巫术诉讼于1802年发生在布鲁克县，这里如今已属西弗吉尼亚州。一对夫妇声称另一名女子是女巫，法庭裁定这纯属污蔑。
舍伍德最后一次受巫术罪指控时，法庭决定将她绑起来放到水里，看她是会上浮还是下沉，根据记载，这种审判方式在弗吉尼亚殖民地只出现了这一次。法庭相信，水是纯洁的，所以会排斥巫师，令他们浮在水面，因此被告如果清白无辜，就应该会沉下去。

## 舍伍德所受到的指控
1697年初，舍伍德首次受到使用巫术的指控，这位名叫理查德·卡普斯（Richard Capps）的原告声称她用咒语杀死了自己的牛。法庭没有就这一指控作出裁决，舍伍德夫妇于是起诉对方诽谤，之后双方达成协议，案件撤销。1698年，舍伍德的邻居约翰·吉斯伯恩（John Gisburne）控告她对自己的猪和棉花作物施了邪术。法院也没有裁决这起案件，舍伍德夫妇反诉吉斯伯恩诽谤的案件同样无疾而终。同年，伊丽莎白·巴恩斯（Elizabeth Barnes）声称舍伍德变成黑猫钻进了她的家，还跳到床上鞭打并驱赶她，最后从钥匙孔中离开。这起案件和之后的诽谤诉讼同样没有结果。每次诽谤诉讼败诉后，舍伍德夫妇都不得不向法庭支付相关费用。
根据理查德·比尔·戴维斯（Richard Beale Davis）有关弗吉尼亚巫术案件的期刊文章记载，“安妮公主县显然已经对舍伍德夫人感到厌烦，觉得她就是个麻烦分子”。1705年，舍伍德与邻居伊丽莎白·希尔发生口角，并且双方还动了手，随后她起诉希尔夫妇侵犯人身权，1705年12月7日，法庭判决希尔夫妇向舍伍德赔偿20先令（相当于1英镑）。1706年1月3日，希尔夫妇以使用巫术的罪名起诉舍伍德，但她没有前去法庭应答指控。1706年2月7日，法庭命令舍伍德出庭，这次她面对的罪名是使用妖法导致伊丽莎白·希尔流产。

### 案件审理

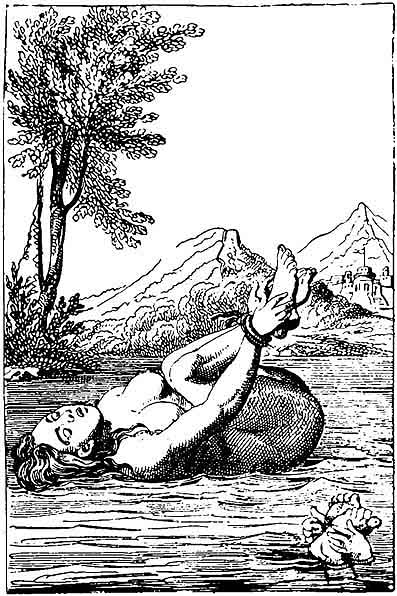
法庭决定由水来裁决被告是否有罪时，被告会被绑起来推进水中，当年舍伍德的双手和双脚也就类似这幅17世纪版画所描绘的绑在一起。

希尔起诉舍伍德的案件在1706年3月继续审理，安妮公主县法官打算挑选出两个全部由女性组成的陪审团，其中一组前去舍伍德的家中搜查，看是否能找到蜡黄之类巫师可能会用到的物品；另一组则受命对被告进行检查，看她有没有“魔鬼吮吸的乳头”。由于当地居民对此不是很配合，所以组建陪审团的工作很不顺利，并且之后组建的两个陪审团都拒绝接受这样的搜查或检查任务。1706年3月7日，12名“年长且经验丰富的妇女”组成的陪审团对舍伍德进行检查，看看她身上有没有什么可能代表魔鬼的印记。她们声称在舍伍德身上发现两处“与她们或其他任何女人都不一样的印记”。这个陪审团的主席正是之前曾起诉舍伍德使用巫术的伊丽莎白·巴恩斯。
威廉斯堡的殖民当局和安妮公主县的地方法庭都不愿意指称舍伍德是女巫。威廉斯堡政府认为这一指控过于空泛，于4月16日指示地方法庭对案件进行更全面的审查。每次出庭，舍伍德都要从自己位于庞戈的农场走上26公里才能到达法院。
1706年5月2日，县法院的法官指出，虽然舍伍德没有受到具体的邪术指控，但她仍然“大有嫌疑”。随后，安妮公主县警长将舍伍德收押，不过她还是可以凭借良好表现和按时出庭取得假释担保。林恩海文教区教堂执事马克西米利安·布什（Maximilian Boush）是舍伍德一案的检察官。1706年7月5日，经舍伍德同意，法官下令由水来审判被告是否有罪，但由于下了大雨，潮湿的天气可能会危及她的身体健康，法官下令将审理程序推迟到7月10日。这天舍伍德首先被带入林恩海文教区教堂并坐在板凳上，面对他人责令她为使用巫术祈求饶恕的要求，她回答：“我治病救人，我不是巫师”。

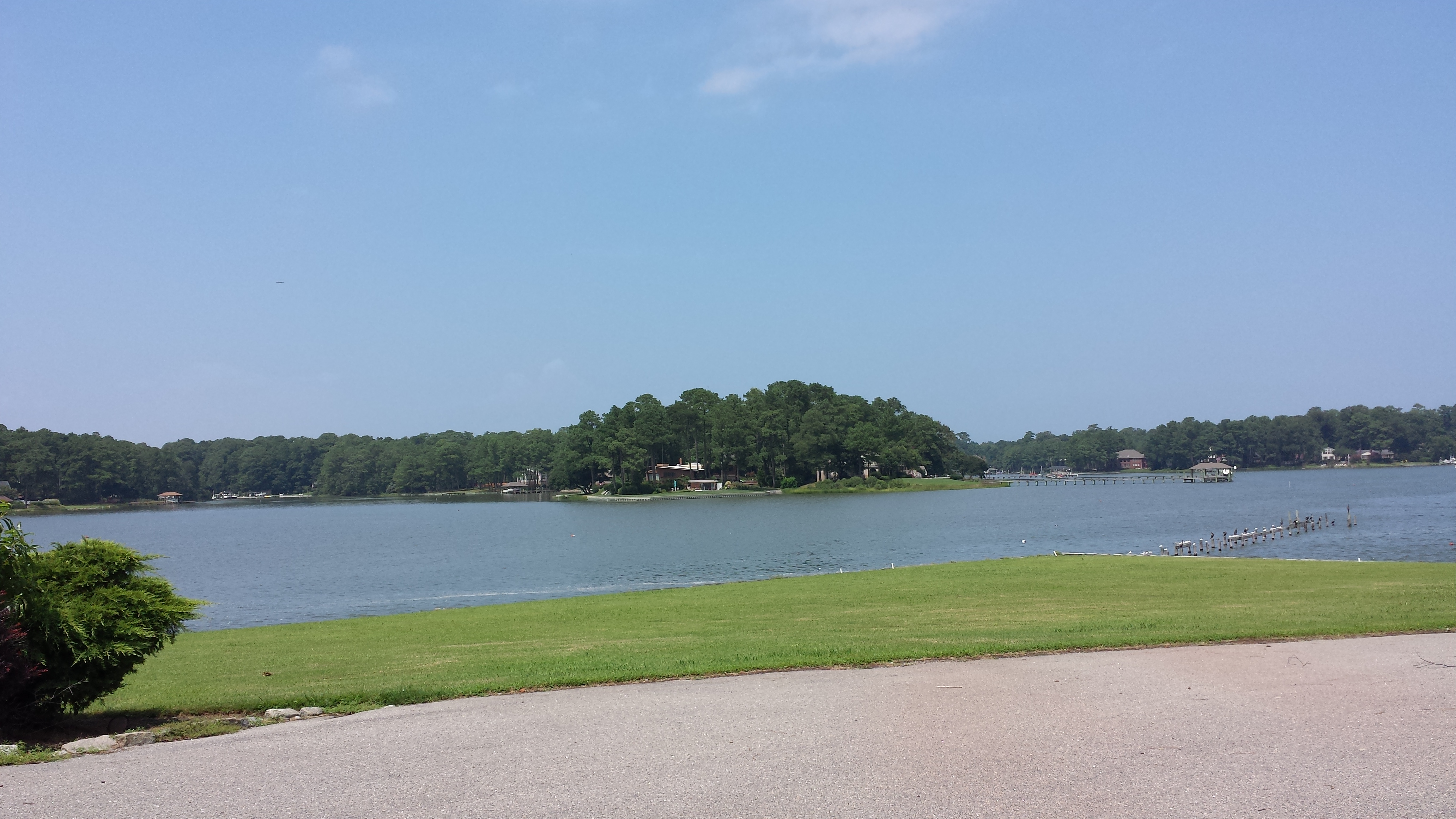
弗吉尼亚海滩沉巫点的北沉巫路尽头的沉巫湾，这里就是当年舍伍德被推入水中接受审判的所在。

1706年7月10日上午10点左右，舍伍德经一条泥道（即如今弗吉尼亚海滩沉巫点的北沉巫路）被带到林恩海文河河口附近的一个种植园内。弗吉尼亚殖民地四处都有人闻讯而来，还在现场大喊“沉掉那个巫婆！”由水审判是将被告绑住手脚放进水里，如果舍伍德沉了下去，那么她就是清白的，反之则是有罪。另外，即便舍伍德沉入水中也不会淹死，法庭已经下令采取措施保全她的性命。
林恩海文教区教堂的5名妇女在河边对舍伍德赤裸的躯体进行检查，确保她身上没有任何可能用来脱身的东西，然后用麻袋把她罩起来。6名法官乘一艘船到达距离岸上约180米处，警长、裁判官和舍伍德则身处另一艘船。据称，舍伍德在从船上被推入河中前曾说：“皇天在上，今天结束前你们都会受到比我更惨的待遇”。她的左手拇指和右脚大脚趾被绳子绑在一起，右手拇指也和左脚大脚趾绑在一起，然后就被“丢进河里”。接下来舍伍德很快浮上水面，警长于是把一本重达5.9公斤的《圣经》绑在她脖子上，舍伍德于是沉了下去，但又解开身上的束缚重回水面，这导致在场的许多人都确信她真的是女巫。据称，舍伍德被拉出水面后下起了倾盆大雨，把围观人士淋成落汤鸡。多位女性随后对被告进行检查并发现了更多的证据，如“私处有两个黑色、类似乳头的东西”，接下来她被继续关押，等待进一步发落。

### 余波
由于大部分法庭纪录缺失，这场审判后舍伍德的遭遇已不得而知。她在林恩海文教区教堂旁边的监狱服刑，具体刑期不详，有可能长达7年9个月。法庭下令将她拘押“留待后期发落”，但没有任何记录表明之后案件有经过再审，所以有可能诉讼已在某个时间撤销。1708年9月1日，法庭勒令她向克里斯托弗·科克（Christopher Cocke）赔偿270公斤烟草，这是当时弗吉尼亚殖民地的通行货币，但现存记录中没有表述这一赔偿的起因，也没有记载舍伍德是否有向科克赔偿。根据记载，她于1714年或之前的某个时间获释。在弗吉尼亚殖民地副总督亚历山大·斯波兹伍德（Alexander Spotswood）的帮助下，舍伍德从安妮公主县取回了自己的59公顷地产，并且1714年就还清了税款，这些地产位于如今的马迪溪路两侧。舍伍德接下来过着与世无争的清静生活，于1740年以80岁高龄辞世，估计死亡时间是在这年的8月或9月。她的遗嘱在1740年10月1日证实，其中表明舍伍德仍然寡居。她给次子詹姆斯和幼子理查德各留了5先令，其他财产全部归长子约翰所有。
根据民间传说，舍伍德的儿子将她的遗体放在壁炉旁，然后有一阵风从烟囱中吹下来，她的尸体就化为灰烬消失，留下的只有一个偶蹄印。舍伍德下葬在无名墓中，周围有一些树木，所处位置在如今弗吉尼亚海滩安妮公主路和庞戈轮渡路交叉路口附近。舍伍德去世后很快就有一些有关魔鬼或是灵异风暴将她的遗体带走、或是黑猫在附近游荡的故事流传，当地人为此杀死了他们能够找到的所有猫科动物，这种对猫类的大范围屠杀有可能正是文献记录中安妮公主县1743年老鼠泛滥成灾的重要原因。

## 影响

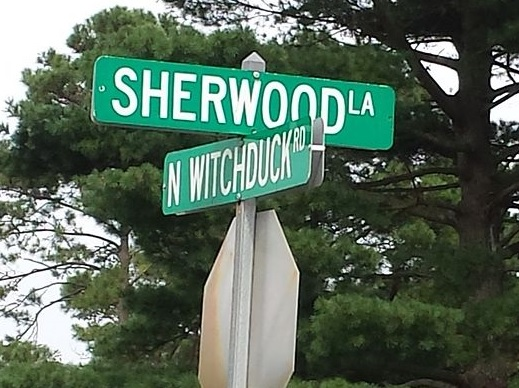
弗吉尼亚海滩沉巫点住宅区的这块路标上标有“舍伍德”字样，当地有许多以“沉巫”命名的地点。

格蕾丝·舍伍德案在很长一段时间里都鲜为人知，这种情况一直持续到1973年，弗吉尼亚海滩历史学家兼作家路易莎·维纳布尔·凯尔（Louisa Venable Kyle）创作了有关舍伍德的儿童读物《庞戈女巫》（The Witch of Pungo），该书以历史真实事件为依据，搜集了7个当地民间故事，以虚构小说的形式写作。舍伍德的故事之后还在殖民地威廉斯堡改编成法庭剧《惊魂女巫》（Cry Witch）。
2007年4月21日，加利福尼亚州雕塑家罗伯特·坎宁安（Robert Cunningham）为舍伍德创作的雕像揭幕，雕像位于如今的森塔拉碧沙医院附近，距她当年受审的殖民地法院和掉入水中的地点都很近。雕像上她的身旁还有一只浣熊，代表她对动物的热爱，后面背的筐里盛有蒜和迷迭香，相当于对她在草药治疗领域知识的认可。2002年，距舍伍德雕像约23米的位置树立起弗吉尼亚历史资源部标志，她被推入水中接受审判的地点及附近的陆地分别被命名为沉巫湾和沉巫点。弗吉尼亚190号州道是一条南北走向的交通要道，其西侧在14到16号出口间横穿264号州际公路，位于弗吉尼亚海滩境内路段被命名为“沉巫路”。此外，弗吉尼亚海滩还有舍伍德巷和女巫点步道来纪念舍伍德。弗吉尼亚海滩还有传说称，当地生产的所有迷迭香都源于舍伍德装在蛋壳里从英格兰带来新大陆的一株迷迭香。
贝琳达·纳什除了为舍伍德撰写传记外，还不辞劳苦地奔走，力图洗清舍伍德的污名。2006年7月10日，弗吉尼亚州州长蒂姆·凯恩在格蕾丝·舍伍德遭定罪300周年之际正式宣布她当年遭受了冤狱，并为她恢复名誉。自2006年起，弗吉尼亚海滩每年都会重演当年将他人手脚捆绑起来沉入水中的审判方式，当然，这一过程中并不会真的把人扔到水里，活动举办地距沉巫湾非常近。据当地居民表示，当年舍伍德被推入水中的沉巫湾上空每年7月都会出现一片奇特而且会动的光，还称这正是舍伍德不得安息的灵魂。

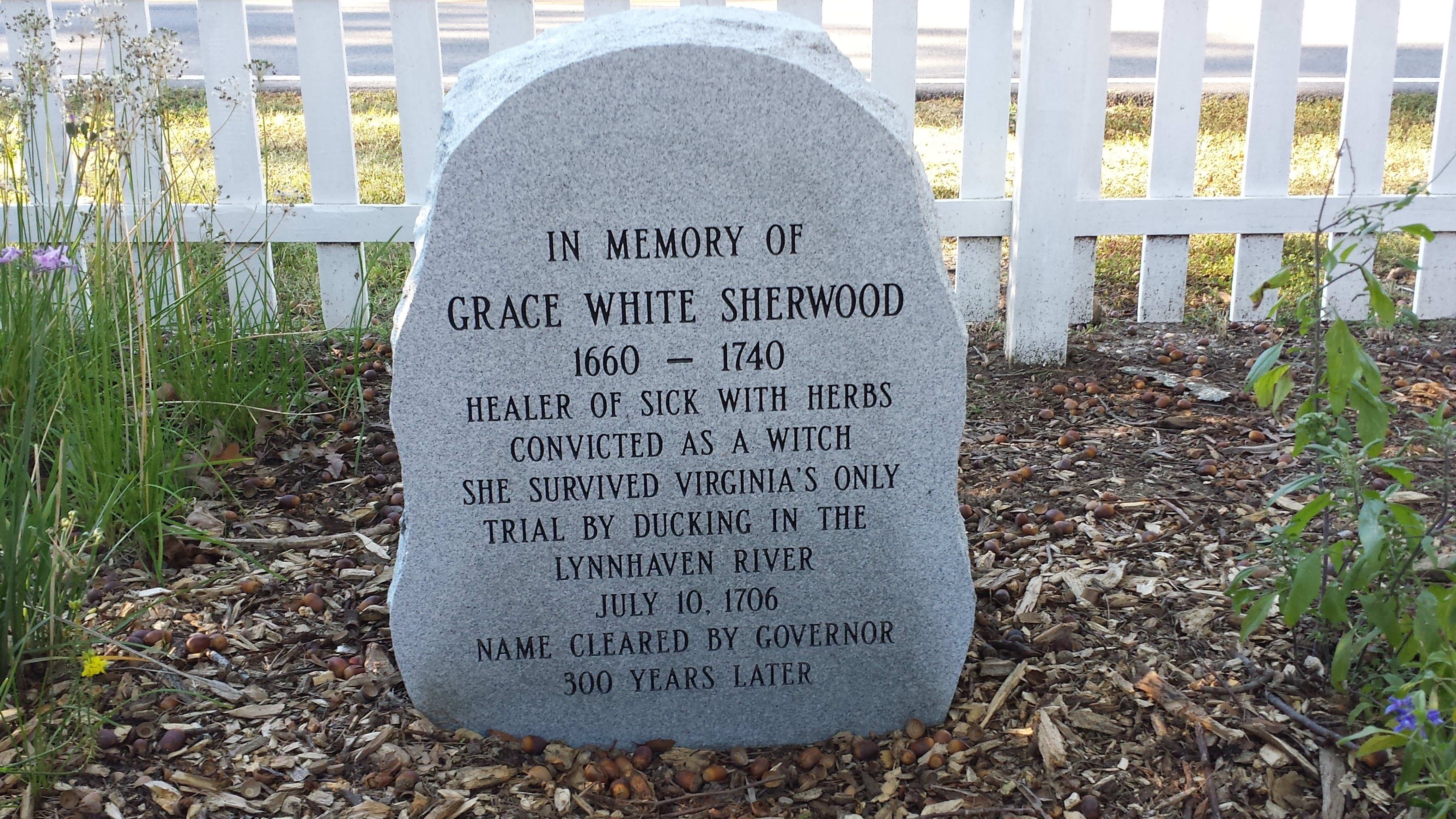
舍伍德的纪念碑

2014年，老捐赠圣公会教堂的香草园里树立起舍伍德的纪念碑，当年舍伍德教区的教堂正是这所教堂的前身。

## 解释说明
1. ↑  1691年以前叫下诺福克县。
2. ↑  照片所摄地理座标为36°42′34″N 75°59′17″W / 36.709311°N 75.988178°W，这里在格蕾丝·舍伍德当年生活的地方以北，相距只有几英里。
3. ↑  乔治·林肯·伯尔在《1648至1706年巫术案件记叙》一书中重新编录了舍伍德案及其他巫术案件的留存记录，这些记录可能是源于真实的原始文件。见：Burstein 1961，第527頁。
4. ↑  沉巫湾的坐标位置是：36°52′52″N 76°07′01″W / 36.881°N 76.117°W
5. ↑  当时用蛋壳来保护幼苗是很常见的做法[2]，这一传说有可能是另一个传说的变种，称舍伍德曾在用完了迷迭香后把一个蛋壳滚到停在港口的船上，再对船上一人施咒，令他在一夜之间往返英格兰并带回迷迭香[57]。还有传说称她曾乘坐一片蛋壳远航到地中海。见Campbell 1934和Harpers 1884，第99–102頁。

### 脚注
1. 1 2 3 4 5 6 7 8 9 10 11 12 13  Old Donation Episcopal Church (2010).
2. 1 2 3 4  Chewning (2006)，第83–90頁.
3. ↑  Nash & Sheets (2012)，第40–44頁.
4. 1 2 3  Witkowski (2012).
5. 1 2 3 4  Campbell (1934).
6. ↑  James & 1894 Oct，第96–101頁.
7. 1 2  Chewning (2006)，第83頁.
8. 1 2 3 4 5 6  Hume (2005)，第86–89頁.
9. 1 2  Newman (2009)，第42–43頁.
10. ↑  Virginia Historical Society (2006).
11. 1 2 3 4 5 6 7  Department of Public Libraries (2006)，第27–30頁.
12. ↑  Chewning (2006)，第85頁.
13. 1 2 3 4 5 6 7 8 9 10 11 12 13 14 15  USA Today (2006).
14. ↑  Newman (2009)，第1–8頁.
15. ↑  Hill (1972)，第87頁.
16. ↑  Davis (1957)，第131–149頁.
17. ↑  Virginia Beach.com (2013).
18. ↑  Davis (1957)，第138–139頁.
19. ↑  Newman (2009)，第56–57, 65–74頁.
20. ↑  Newman (2009)，第56–57頁.
21. ↑  Newman (2009)，第ii頁.
22. ↑  Newman (2009)，第58–59頁.
23. ↑  Newman (2009)，第2–3, 10–11頁.
24. ↑  Newman (2009)，第78頁.
25. ↑  Good Luck Horseshoe (1909)，第247248頁.
26. ↑  Newman (2009)，第37頁.
27. ↑  Newman (2009)，第2, 11頁.
28. 1 2 3 4  Burr (1914)，第435–442頁.
29. 1 2  Seltzer (2013).
30. 1 2  The William and Mary Quarterly (1893)，第127–129頁.
31. ↑  Butler (1979)，第338頁.
32. 1 2 3 4 5 6 7  Barisic (2006).
33. 1 2  Yarsinske (2002)，第61–62頁.
34. ↑  Nash & Sheets (2012)，第108頁.
35. 1 2  Davis (1957)，第146頁.
36. ↑  James & 1895 Jan，第190–192頁.
37. ↑  James & 1895 Jan.
38. 1 2 3 4 5  James & 1895 Apr，第242–245頁.
39. ↑  Newman (2009)，第48–49頁.
40. 1 2 3 4 5 6  James & 1895 Jul，第18–22頁.
41. ↑  Newman (2009)，第47頁.
42. ↑  Davis (1957)，第146–147頁.
43. ↑  Cushing (1833)，第73–78頁.
44. 1 2  Virginia Beach.com (2009).
45. ↑  Harpers (1884)，第99–102頁.
46. ↑  Butler 1979，第335頁.
47. ↑  Virginia Beach Historical Society (2001a).
48. ↑  Ruegsegger (1999).
49. 1 2  Virginia Beach Historical Society (2001).
50. ↑  Nash & Sheets (2012)，第136–139頁.
51. ↑  Chewning (2006)，第89頁.
52. ↑  Gibson (2007)，第95–97頁.
53. 1 2  Batts (2007).
54. 1 2 3  Adams (2009).
55. ↑  Interstate Guide (2013).
56. ↑  Dunphy (1994).
57. ↑  Hume (2005)，第85頁.
58. ↑  Shapira (2006).
59. ↑  Wethersfield Historical Society (2012).
60. ↑  Batts (2006).
61. ↑  Cleavelin (2014).

### 文献
- Adams, Kathy. . The Virginian-Pilot. 2009-06-01  [2014-12-28]. （原始内容存档于2014-10-28）.
- Barisic, Sonja. . The Washington Post. 2006-07-10  [2014-12-28]. （原始内容存档于2014-10-31）.
- Batts, Denise Watson. . The Virginian-Pilot. 2007-03-24  [2014-12-28]. （原始内容存档于2007-08-11）.
- Batts, Denise Watson. . The Virginian-Pilot. 2006-07-10  [2014-12-28]. （原始内容存档于2008-05-24）.
- Burr, George Lincoln. . New York: Charles Scribner's Sons. 1914. （原始内容存档于2013-10-23）.
- Burstein, Sona Rose. . Folklore (London: Folklore Society). 1961-09, 72 (3): 520. JSTOR 1258580. doi:10.1080/0015587X.1961.9717297.
- Butler, Jon. . The American Historical Review (Oxford: Oxford University Press on behalf of the American Historical Association). 1979-04, 84 (2): 317–346. JSTOR 1855136. PMID 11610526. doi:10.2307/1855136.
- Campbell, Beverly. . Richmond Times-Dispatch. 1934-12-30  [2014-12-28]. （原始内容存档于2013-10-29）.
- Cleavelin, Mary Beth. . hamptonroads.com. 2014  [2014-12-28]. （原始内容存档于2014-11-18）.
- Cushing, Jonathan Peter. .  95. Richmond, VA: Virginia Historical and Philosophical Society. 1833  [2014-12-28]. （原始内容存档于2016-11-12）. Note: includes transcripts of legal proceedings.
- Chewning, Alpheus J. . Charleston, SC: History Press. 2006  [2014-12-28]. ISBN 978-1-59629-188-1. （原始内容存档于2016-06-19）.
- Davis, Richard Beale. . The American Historical Review (Richmond, VA: Virginia Historical Society). 1979-04, 65 (2). JSTOR 4246295.
- Department of Public Libraries. .  3rd. Virginia Beach, VA: City of Virginia Beach. 2006  [2014-12-28]. ISBN 978-0-9779570-0-2.
- Dunphy, Janet. . The Virginian-Pilot (Landmark Communications). 1994-08-13.
- Gibson, Marion. . Milton Park, Abingdon: Routledge. 2007. ISBN 978-0-415-97977-1.
- Hill, Christopher. . New York: Viking Press. 1972. ISBN 0-14-013732-7.
- Hume, Ivor Noël. . Williamsburg, VA: The Colonial Williamsburg Foundation. 2005  [2014-12-28]. ISBN 978-0-87935-229-5. （原始内容存档于2016-11-07）.
- James, Edward W. . The William and Mary Quarterly (Williamsburg, VA: College of William and Mary). 1894-10, 3 (2). JSTOR 1914583. Note: includes transcripts of legal proceedings.
- James, Edward W. . The William and Mary Quarterly (Williamsburg, VA: College of William and Mary). 1895-01, 3 (3). JSTOR 1914774. Note: includes transcripts of legal proceedings.
- James, Edward W. . The William and Mary Quarterly (Williamsburg, VA: College of William and Mary). 1895-04, 3 (4). JSTOR 1915288. Note: includes transcripts of legal proceedings.
- James, Edward W. . The William and Mary Quarterly (Williamsburg, VA: College of William and Mary). 1895-07, 4 (1). JSTOR 1916177. Note: includes transcripts of legal proceedings.
- Nash, Belinda; Sheets, Danielle. . Virginia Beach, VA: W. S. Dawson Company. 2012. ISBN 1-57000-107-3.
- Newman, Lindsey M.  (PDF) (Thesis MA (History)论文). Virginia Polytechnic Institute and State University. 2009-04-03  [August 5, 2013]. （原始内容 (PDF)存档于2012年3月31日）.
- Ruegsegger, Bob. . The Free-Lance Star. 1999-10-30  [2014-12-28]. （原始内容存档于2020-06-21）.
- Seltzer, Richard. . Samizdat.   [2014-12-28]. （原始内容存档于2014年7月25日）. Note: this is a transcript in modern English, with shorthand expanded, of the Burr book.
- Shapira, Ian. . The Washington Post. 2006-07-12  [2014-12-28]. （原始内容存档于2014-12-28）.
- Witkowski, Monica C. . Encyclopedia Virginia. Virginia Foundation for the Humanities. 2012-08-15  [2014-12-28]. （原始内容存档于2014-07-22）.
- Yarsinske, Amy Waters. . Charleston, SC: Arcadia Publishing. 2002. ISBN 978-0-7385-2402-3.
- . The William and Mary Quarterly (Williamsburg, VA: College of William and Mary). 1909, 17 (4). JSTOR 1915528.
- . Harper's New Monthly Magazine (New York: Harper & Brothers). 1884-06-11, 69  [2014-12-28]. （原始内容存档于2016-06-19）.
- . Princess Anne County/Virginia Beach Historical Society.   [2014-12-28]. （原始内容存档于2014-11-03）.
- . Old Donation Episcopal Church. 2010  [2014-12-28]. （原始内容存档于2014-03-22）.
- . Virginiabeach.com.   [2014-12-28]. （原始内容存档于2014-08-14）.
- . Interstate Guide.   [2014-12-28]. （原始内容存档于2014-07-08）.
- . Wethersfield Historical Society. 2012-06-20  [2013-11-03]. （原始内容存档于2013-11-03）.
- . Princess Anne County/Virginia Beach Historical Society.   [2014-12-28]. （原始内容存档于2010-01-20）.
- . USA Today. Associated Press. 2006-07-09  [2014-12-28]. （原始内容存档于2014-10-24）.
- . Vabeach.com.   [2014-12-28]. （原始内容存档于2014-03-30）.
- . Virginia Historical Society. 2006  [2012-11-13]. （原始内容存档于2012-11-13）.
- . The William and Mary Quarterly (Williamsburg, VA: College of William and Mary). 1893-01, 1 (3). JSTOR 1939689.

## 扩展阅读
- Bond, Edward. . Macon, GA: Mercer University Press. 2000  [2014-12-28]. ISBN 0-86554-708-4.
- Gilbert, Lillie; Nash, Belinda; Norred-Williams, Deni. . Virginia Beach, VA: Eco Images. 2004. ISBN 0-938423-12-6.
- Hardy, Michael; Geroux, Bill. . Richmond Times-Dispatch. 2006-07-11.
- Kyle, Louisa Venable. . Virginia Beach, VA: Four O'Clock Farms. 1973-11. ISBN 978-0-927044-00-4.
- Levermore, C. H.; Burr, George L.; Jameson, J. Franklin. . American Historical Review (Bloomington, IN: American Historical Association). 1914-10, 20 (1): 164–166. JSTOR 1836141. doi:10.2307/1836141.
- Norton, Mary Beth; Ray, Benjamin. . The Journal of American History (Bloomington, IN: Organization of American Historians). 2003-09, 90 (2): 747–748. JSTOR 3659596. doi:10.2307/3659596. Note: Discusses Burr's work
- Weisman, Richard. . Amherst, MA: University of Massachusetts Press. 1985. ISBN 0-87023-494-3.
- Writer's Program of the Works Projects Administration of the State of Virginia. . New York: Oxford University Press. 1941: 142  [2014-12-28]. ISBN 978-1-60354-045-2. （原始内容存档于2016-07-22）.
- . Ferry Plantation.   [2014-12-28]. （原始内容存档于2014-10-13）.
- . The Virginia Magazine of History and Biography (Richmond, VA: Virginia Historical Society). 1926-07, 34 (3): 278–279. JSTOR 4244097.